# Provinciale weg 637
De provinciale weg 637 (N637) is een provinciale weg in de Nederlandse provincie Noord-Brabant. De weg vormt een verbinding tussen Sint-Oedenrode en de N617 nabij Schijndel. Ten oosten van Sint-Oedenrode heeft de weg een aansluiting op de A50 richting Nijmegen en Eindhoven.
De weg is uitgevoerd als tweestrooks-gebiedsontsluitingsweg met buiten de bebouwde kom een maximumsnelheid van 80 km/h. In de gemeente Meierijstad draagt de weg achtereenvolgens de straatnamen Noordelijke Randweg, Schijndelseweg, Rooiseweg en Structuurweg.
De provincie Noord-Brabant is verantwoordelijk voor het beheer van de weggedeelten buiten de bebouwde kom. Binnen de bebouwde kommen van Sint-Oedenrode en Schijndel wordt de weg beheerd door de gemeente Meierijstad.

## Voormalige N637
Het wegnummer N637 is een hergebruikt wegnummer. Tot 2003 was de weg tussen Etten-Leur en Rijsbergen genummerd als N637. Deze weg is tegenwoordig genummerd als N394. De huidige N637 was tot 2003 onderdeel van de N617, welke toen is ingekort tot het traject 's-Hertogenbosch - Schijndel.
N62 · N69 · N251 · N252 · N253 · N254 · N255 · N256/A256 · N257 · N258 · N260 · N261 · N262 · N263 · N264 · N266 · N267 · N268 · N269 · N270/A270 · N271 · N272 · N273 · N274 · N275 · N276 · N277 · N278 · N279 · N280 · N281 · N282 · N283 · N284 · N285 · N286 · N287 · N288 · N289 · N290 · N291 · N292 · N293 · N294 · N295 · N296 · N296n · N297 · N298 · N300 · N321 · N322 · N324 · N329 · N389 · N394 · N395 · N396 · N397

N556 · N562 · N564 · N570 · N572 · N590 · N595 · N598 · N601 · N602 · N605 · N607 · N612 · N613 · N615 · N616 · N617 · N618 · N620 · N622 · N625 · N629 · N631 · N632 · N637 · N638 · N639 · N640 · N641 · N651 · N652 · N653 · N654 · N655 · N656 · N658 · N659 · N660 · N661 · N662 · N663 · N664 · N665 · N666 · N667 · N668 · N669 · N670 · N671 · N673 · N674 · N675 · N676 · N682 · N683 · N686 · N689 · N690 · N831 · N843

Voormalige provinciale wegen: N299 · N551 · N552 · N553 · N554 · N555 · N560 · N561 · N563 · N565 · N566 · N567 · N568 · N571 · N574 · N580 · N581 · N582 · N583 · N584 · N585 · N586 · N587 · N588 · N589 · N591 · N592 · N593 · N594 · N596 · N597 · N603 · N604 · N606 · N608 · N610 · N611 · N614 · N619 · N621 · N623 · N624 · N626 · N628 · N630 · N634 · N642 · N657